# Czon
Czon, dzon, jun (kor. 전, 錢) – moneta zdawkowa używana obecnie w Korei Północnej i Korei Południowej, a wcześniej na Półwyspie Koreańskim, jako równowartość 1/100 wona północnokoreańskiego i 1/100 wona południowokoreańskiego. 
W praktyce bilon jest obecnie używany tylko w Korei Północnej, gdzie wybija się go w nominałach 1, 5, 10 i 50 czonów (ten ostatni istnieje dopiero od 1978). Po kryzysie dewaluacyjnym z grudnia 2009 monety, zwłaszcza jedno- i pięcioczonowa, stały się w zasadzie bezwartościowe.
Czonami nazywano następujące monety:
- miedzianą, bitą w X i XI wieku w królestwie Goryeo
- bitą między 1902 a 1910 i równą 1/100 wona
- w obiegu od 1945 w Korei Południowej jako 1/100 głównej monety (do 1963 hwana południowokoreańskiego, od 1963 wona), zwykle zwaną dzonem
- w obiegu od 1947 w Korei Północnej jako 1/100 wona.